# Complemento ortogonal
En los campo matemáticos del álgebra lineal y del análisis funcional, el complemento ortogonal de un subespacio vectorial {\displaystyle F} de un espacio vectorial {\displaystyle E} sobre {\displaystyle \mathbb {R} } dotado de un producto escalar {\displaystyle \langle \cdot ,\cdot \rangle } es el conjunto {\displaystyle F^{\bot }} de todos los vectores de {\displaystyle E} que son ortogonales a todo vector de {\displaystyle F}. Es decir, 
{\displaystyle F^{\bot }=\{u\in E:\langle u,v\rangle =0\ \ \forall v\in F\}}

## Propiedades
| {\displaystyle (1)\quad F^{\bot }{\text{ es un subespacio vectorial de }}E} |
| Para ver que es un subespacio vectorial hay que ver que es no vacío, cerrado para la suma y para el producto por escalar. Fijamos un subespacio vectorial {\displaystyle F\subseteq E} arbitrario. Vamos a ver que {\displaystyle F^{\bot }} es un subespacio vectorial. Es no vacío, pues por definición de producto escalar, {\displaystyle \langle 0,u\rangle =0\ \ \forall u\in E\Rightarrow 0\in \{u\in E:\langle u,v\rangle =0\ \ \forall v\in F\}\Rightarrow 0\in F^{\bot }.} Veamos que es cerrado para la suma. Sean {\displaystyle u,v\in F^{\bot }}. Queremos ver que {\displaystyle u+v\in T^{\bot }} o lo que es lo mismo, que {\displaystyle \langle u+v,w\rangle =0\ \ \forall w\in F}. Pero por bilinealidad del producto escalar, {\displaystyle \langle u+v,w\rangle =\langle u,w\rangle +\langle v,w\rangle =0+0=0\ \ \forall w\in F,} pues {\displaystyle u{\text{y}}v} son de {\displaystyle F}. Por tanto, {\displaystyle u+v\in F^{\bot }} Queda ver que es cerrado para el producto por escalar. Sean {\displaystyle u\in F^{\bot }} y {\displaystyle \lambda \in \mathbb {K} }. Como antes, vamos a ver que {\displaystyle \langle \lambda u,w\rangle =0\ \ \forall w\in F}. Pero por bilinealidad del producto escalar, {\displaystyle \langle \lambda u,w\rangle =\lambda \langle u,w\rangle =\lambda \cdot 0=0\ \ \forall w\in F,} pues {\displaystyle u\in F^{\bot }}. Por tanto, {\displaystyle F^{\bot }} también es cerrado para el producto por escalar y es, pues, un subespacio vectorial. {\displaystyle \quad \square } |

| (2) Teorema de proyección: Si {\displaystyle E} tiene dimensión finita, descompone en suma directa como {\displaystyle F\oplus F^{\bot }.} |
| Sea {\displaystyle \{u_{1},...,u_{r}\}} una base de {\displaystyle F}. Es decir, {\displaystyle F=[u_{1},...,u_{r}]} ({\displaystyle F} es el subespacio generado por {\displaystyle u_{1},...,u_{r}}). Por el teorema de intercambio de Steinitz, podemos completarla para formar una base de {\displaystyle E}: {\displaystyle \{u_{1},...,u_{r},u_{r+1},...,u_{n}\}} (suponiendo que la dimensión de {\displaystyle E} es {\displaystyle n}. Ahora podemos aplicar el proceso de ortogonalización de Gram-Schmidt a esta base para obtener una ortonormal: {\displaystyle \{w_{1},...,w_{r},w_{r+1},...,w_{n}\}}. Por construcción, {\displaystyle [w_{1},...,w_{r}]=[u_{1},...,u_{r}]=F}. Por tanto, como los vectores de esta base son ortogonales dos a dos por ser una base ortonormal, tenemos que {\displaystyle w_{r+1},...,w_{n}\in F^{\bot }} y, como {\displaystyle F^{\bot }} es subespacio vectorial, {\displaystyle [w_{r+1},...,w_{n}]\subseteq F^{\bot }\Rightarrow {\text{dim}}\ F\geq n-r\quad (*)} Veamos que {\displaystyle F\oplus F^{\bot }}. Es equivalente ver que {\displaystyle F\cap F^{\bot }=\{0_{E}\}.} Sea, pues, {\displaystyle u\in F\cap F^{\bot }}. Por tanto, {\displaystyle u\in F} y {\displaystyle u\in F^{\bot }\Rightarrow \langle u,u\rangle =0\Rightarrow u=0_{E}}. Por tanto, tenemos que {\displaystyle F\oplus F^{\bot }}, pero nos queda ver que {\displaystyle F\oplus F^{\bot }=E}. Pero por {\displaystyle (*)}, {\displaystyle {\text{dim}}(F+F^{\bot })={\text{dim}}(F\oplus F^{\bot })={\text{dim}}\ F+{\text{dim}}\ F^{\bot }\geq r+(n-r)=n} Y, por otro lado, {\displaystyle F+F^{\bot }\subseteq E} y {\displaystyle {\text{dim}}\ E=n\Rightarrow {\text{dim}}(F+F^{\bot })\leq n}. Por tanto, de las dos desigualdades obtenemos que {\displaystyle {\text{dim}}(F+F^{\bot })=n} y, como {\displaystyle {\text{dim}}\ E=n\Rightarrow F+F^{\bot }=E.} Por tanto, {\displaystyle F\oplus F^{\bot }=E\quad \square } |

## Proyección ortogonal
De esta última propiedad obtenemos que {\displaystyle \forall u\in E\quad u=u_{1}+u_{2}}, con {\displaystyle u_{1}\in F,u_{2}\in F^{\bot }} de forma única, por lo que podemos definir proyección ortogonal de {\displaystyle u} sobre {\displaystyle F} como {\displaystyle u_{1}} y escribiremos que {\displaystyle \pi _{F}(u)=u_{1}}. Simétricamente, podemos definir la proyección ortogonal de {\displaystyle u} sobre {\displaystyle F^{\bot }} como {\displaystyle u_{2}} y escribiremos {\displaystyle \pi _{F^{\bot }}(u)=u_{2}}.
Si definimos la aplicación {\displaystyle \pi _{F}:E\rightarrow F,\ \ \ u\mapsto \pi _{F}(u)} tenemos que:
| {\displaystyle \pi _{F}} es aplicación lineal con {\displaystyle {\text{Ker}}(\pi _{F})=F^{\bot }} y {\displaystyle {\text{Im}}(\pi _{F})=F} |
| Veamos que es una aplicación lineal. Sean {\displaystyle u,v\in E} y {\displaystyle \lambda \in \mathbb {R} }. Queremos ver que {\displaystyle \pi _{F}(u+\lambda v)=\pi _{F}(u)+\lambda \pi _{F}(v)}. Observamos que, por el teorema de proyección, {\displaystyle u=\pi _{F}(u)+\pi _{F^{\bot }}(u)} y {\displaystyle v=\pi _{F}(v)+\pi _{F^{\bot }}(v)}. Por lo que {\displaystyle u+\lambda v=\pi _{F}(u)+\pi _{F^{\bot }}(u)+\lambda (\pi _{F}(v)+\pi _{F^{\bot }}(v))=(\pi _{F}(u)+\lambda \pi _{F}(v))+(\pi _{F^{\bot }}(u)+\lambda \pi _{F^{\bot }}(v))}, con el primer paréntesis en {\displaystyle F} y el segundo en {\displaystyle F^{\bot }}. Por el teorema de proyección, esta descomposición es única y, por definición de {\displaystyle \pi _{F}}, tenemos que {\displaystyle \pi _{F}(u+\lambda v)=\pi _{F}(u)+\lambda \pi _{F}(v)}, como queríamos ver. Veamos ahora las expresiones del núcleo y la imagen de {\displaystyle \pi _{F}}. {\displaystyle {\text{Im}}(\pi _{F})=F}: {\displaystyle (\subseteq )} Directa por definición de {\displaystyle \pi _{F}} {\displaystyle (\supseteq )} Sea {\displaystyle w\in F} arbitrario. Podemos escribir {\displaystyle w=w+0_{E}}, con {\displaystyle w\in F} por hipótesis y {\displaystyle 0_{E}\in F^{\bot }} porque {\displaystyle F^{\bot }} es subespacio vectorial. Así, por el teorema de proyección, {\displaystyle \pi _{F}(w)=w\Rightarrow w\in {\text{Im}}(\pi _{F})}. Como esto es cierto para cualquier {\displaystyle w\in F}, tenemos la inclusión que buscábamos. {\displaystyle {\text{Ker}}(\pi _{F})=F^{\bot }}: {\displaystyle (\supseteq )} Sea {\displaystyle w\in F^{\bot }}. Podemos escribir, como antes, {\displaystyle w=w+0_{E}}, pero ahora con {\displaystyle w\in F^{\bot }} por hipótesis y {\displaystyle 0_{E}\in F} por ser {\displaystyle F} un subespacio vectorial. Por tanto, por el teorema de proyección, {\displaystyle \pi _{F}(w)=0_{E}\Rightarrow w\in {\text{Ker}}(\pi _{F})}. {\displaystyle (\subseteq )} Sea {\displaystyle w\in {\text{Ker}}(\pi _{F})\Rightarrow w=\pi _{F}(w)+\pi _{F^{\bot }}(w)=0_{E}+\pi _{F^{\bot }}(w)=\pi _{F^{\bot }}(w)\in F^{\bot }}. Como esto vale para cualquier {\displaystyle w\in {\text{Ker}}(\pi _{F})}, tenemos la inclusión que nos faltaba. {\displaystyle \quad \square } |